# Nasa triphylla
Espèce
Synonymes
- Loasa bipinnata Donn. Sm.[2]
- Loasa pinnata Ruiz & Pav. ex E.A. López[2]
- Loasa rhoeadifolia Schltdl.[2]
- Loasa rudis Benth.[1] [2]
- Loasa triphylla var. rudis (Benth.) Urb. & Gilg[2]
- Loasa triphylla var. vulcanica (André) Urb. & Gilg[2]
- Loasa triphylla Juss.[1] [2] [3]
- Loasa vulcanica André[1]
- Loasa wallisii Maxim.[1] [2]
- Nasa triphylla subsp. triphylla[1]

Nasa triphylla est une espèce végétale de la famille des Loasaceae.

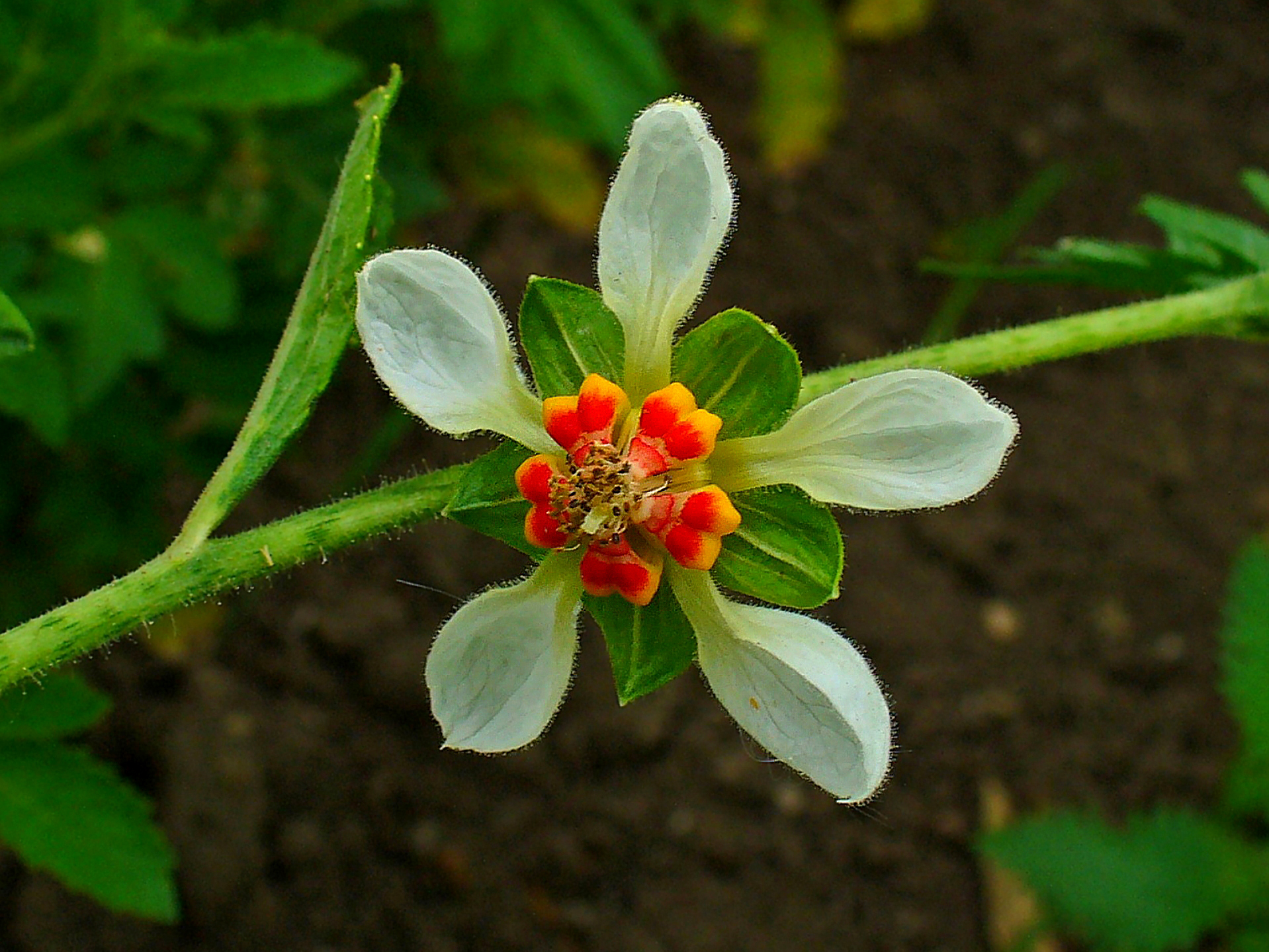
Nasa triphylla subsp. papaverifolia

## Liste des sous-espèces
Selon BioLib (12 juin 2017) :
- sous-espèce Nasa triphylla subsp. colonchensis Weigend
- sous-espèce Nasa triphylla subsp. elegans Dostert & Weigend
- sous-espèce Nasa triphylla subsp. flavipes Weigend & Dostert
- sous-espèce Nasa triphylla subsp. loxensis Dostert & Weigend
- sous-espèce Nasa triphylla subsp. lutescens Weigend & Dostert
- sous-espèce Nasa triphylla subsp. papaverifolia (Kunth) Weigend
- sous-espèce Nasa triphylla subsp. rudis (Benth.) Weigend
- sous-espèce Nasa triphylla subsp. triphylla

Selon Catalogue of Life (12 juin 2017) :
- sous-espèce Nasa triphylla subsp. colonchensis
- sous-espèce Nasa triphylla subsp. elegans
- sous-espèce Nasa triphylla subsp. flavipes
- sous-espèce Nasa triphylla subsp. loxensis
- sous-espèce Nasa triphylla subsp. lutescens
- sous-espèce Nasa triphylla subsp. papaverifolia
- sous-espèce Nasa triphylla subsp. rudis
- sous-espèce Nasa triphylla subsp. triphylla

Selon NCBI (12 juin 2017) :
- sous-espèce Nasa triphylla subsp. colonchensis
- sous-espèce Nasa triphylla subsp. flavipes

Selon The Plant List (12 juin 2017) :
- sous-espèce Nasa triphylla subsp. papaverifolia (Kunth) Weigend
- sous-espèce Nasa triphylla subsp. rudis (Benth.) Weigend

Selon Tropicos (12 juin 2017) (Attention liste brute contenant possiblement des synonymes) :
- sous-espèce Nasa triphylla subsp. colonchensis Weigend
- sous-espèce Nasa triphylla subsp. elegans Dostert & Weigend
- sous-espèce Nasa triphylla subsp. flavipes Weigend & Dostert
- sous-espèce Nasa triphylla subsp. loxensis Dostert & Weigend
- sous-espèce Nasa triphylla subsp. lutescens Weigend & Dostert
- sous-espèce Nasa triphylla subsp. papaverifolia (Kunth) Weigend
- sous-espèce Nasa triphylla subsp. rudis (Benth.) Weigend
- sous-espèce Nasa triphylla subsp. triphylla